# 大淀病院事件
大淀病院事件（おおよどびょういんじけん）とは、2006年（平成18年）8月7日に奈良県吉野郡大淀町の町立大淀病院で出産中だった32歳の女性が脳出血をおこし、転送先の病院で出産後に死亡した事件。及び約2か月後にそれをスクープした毎日新聞の報道を受けて巻き起こった、社会的議論・混乱のこと。

## 概要
2006年8月7日、患者女性は分娩のため奈良県南部にある町立大淀病院に入院。翌8日午前0時過ぎに頭痛を訴え意識を失った。午前1時37分頃に容態が急変し、医師は子癇（しかん）発作と考えて、高次医療機関への搬送が必要と判断した。奈良県立医科大学附属病院に受け入れを打診したが満床を理由に断られ、その後も18件の病院に受け入れ・転院を断られたのち、午前4時49分、大阪府吹田市にある国立循環器病センター病院に搬送を開始、5時47分、一時間かけ到着した同センターで脳内出血と診断され、その後緊急開頭手術と帝王切開を実施し、男児を出産した。妊婦は約一週間後に死亡した。
当初、この件は公表されていなかったが、約2か月後の10月17日に毎日新聞がスクープしたことで表面化し、マスメディアで「妊婦のたらい回し」「搬送拒否」等の表現で大きく扱われ、周産期救急医療の問題点として一般に広く認識されることとなった。患者の受け入れを不可能として断った病院は合計19件にのぼることが判明した。
奈良県警察は2007年、業務上過失致死容疑で立件する方針を固めたが、後日死因となった脳内出血と、産科医が診断した子癇発作との判別は困難で、刑事責任を問えないと判断し、刑事事件としての立件を見送った。
遺族は2007年、病院に損害賠償を請求する民事訴訟を提起したが、2010年に請求が棄却された。
この事件をきっかけに奈良県立医科大学附属病院では2007年から助教となった福島英賢らが中心となり、救急医療体制の拡充が図られた。

## 事件の経緯
2005年12月20日、患者女性は妊娠の為、奈良県南部にある町立大淀病院を受診し、産婦人科で医師に診察を受けた。なおその後の定期的な診察にあたったのは奈良県立医科大学附属病院から派遣で来ていた医師である。この派遣医師は大淀病院で水曜・木曜に診察と手術をしており、大淀病院で対応できない患者は、車で30分ほどの場所にある奈良県立医大に転送していた。
患者女性は出産予定日を過ぎた2006年8月2日、大淀病院で前述の派遣医師の診察を受け、「8月7日までに分娩が始まらなければ、入院して陣痛促進剤を使用する」旨の説明を受けた。分娩が始まらなかった患者は8月7日、午前9時20分に大淀病院に入院。その20分後から陣痛促進剤を1時間ごとに使い分娩を促し、午後6時頃には規則的な陣痛が起こり始めた。
8日午前0時すぎ、患者は激しい頭痛を訴え、頭部右側を何度もたたき、嘔吐し、突然意識不明となった。産科医から診察を依頼された当直の内科医は、心因的意識喪失発作（失神）と判断し経過観察を助言した。
午前1時37分、患者の容態が急変し、異常な高血圧、いびき、異常肢位、けいれん発作などが起こった。子癇の強直性けいれんと考えた産科医は子癇発作に対する鎮痙剤マグネソールの注射を打ち、午前1時50分頃、奈良県周産期医療情報システムに則って、転送の為の受け入れ先病院探しを要請した。要請を受けた奈良県立医大は満床であった為、産科医に「他の病院を探して連絡する」と伝え電話を切った。
なお当直の看護師は午前1時37分には、自身の経験から除脳硬直であると判断し、病棟看護管理日誌に「除脳硬直」と記載している。産科医と共に診察に当たった内科の当直医師も、瞳孔散大などの所見や、意識消失が1時間半も続いていることから、脳の異常が疑われるとし、頭部CT撮影を行うか産科医に尋ねた。遺族の祖母は脳外科病棟で勤務歴の長い看護師であり、午前2時ごろ患者を観察し、除脳硬直であり脳内病変が疑われるので頭部CTを実施するよう、医師に再三申し入れたが、産科医はCT検査を行わず、搬送の準備を優先させた。
午前2時45分、産科医は患者の家族に対し「子癇の疑いが強く、奈良県立医大に搬送依頼をしたので待ってほしい。」と説明した。午前3時になり、産科医はいっこうに連絡がない奈良県立医大に再び電話をかけたが、「まだ見つからない」との返答であった。
患者の父は、自身が以前勤務していた大阪市消防局の救急隊に電話をかけて、数か所の病院の電話番号を聞き、産科医に伝えた。産科医は奈良県立医大に搬送先を依頼していることから、消極ではあったが、病院数か所に電話をかけた。が、いずれも受け入れ不能であり断られた。
午前4時すぎ、患者のいびきは強くなり血圧も上がり始めた。産科医が再び奈良県立医大、医大から推薦のあった奈良県立奈良病院に電話をかけたが「受け入れはできない」との回答であった。午前4時30分、約60km離れた 大阪府にある国立循環器病センターから受け入れ可能の連絡が入った。この頃より患者は呼吸困難な状態に陥っていた。その後、午前4時49分に搬送開始、5時47分に同センターに到着し、午前6時20分、CT撮影を行い脳内出血と診断されたが、すでに脳ヘルニアは完成した状態であった。午前7時55分、緊急手術と帝王切開を実施、患者は2612gの男児を出産した。その後、母体は同月16日に死亡した。死因は脳出血とされた。
患者の受け入れを打診されて、受け入れ不能として断った病院は最初計18病院と報じられた が、のちに19病院だったことが判明している。

## 医学的見地
この事件のように、出産中に脳内出血を起こすのは、稀な事例である。世界では分娩10万回に対し6.1回との報告もある。しかしいったん脳出血を起こすと、死亡に至る事例は稀ではない。日本脳卒中学会の脳卒中ガイドライン2009は、高血圧性脳出血の深昏睡（Japan Coma Scale：JCSでⅢ-300）例の手術適応については「血腫除去を勧める根拠はない」としている。
「妊産婦死亡の原因の究明に関する研究班」（旧厚生省研究班）の91～92年の調査では、死亡妊産婦197人の死因では、子宮破裂などによる出血性ショックが74人、次いで脳出血が27人であり、この事件のように出産中の死亡原因として脳内出血は決してまれなケースではない。
同研究班の長屋憲医師は「頭痛や血圧上昇、意識消失があると、産婦人科医の多くは妊娠中毒症や子癇発作と考えその治療を優先させる。」 その上でCTの有用性に触れ「どの症状なら脳出血を疑い、画像診断（CT）すべきかガイドラインを示す必要がある」と提言した。なお、今回の事件でも産科医と内科医の2人のみで対応しており、全身管理の専門家や設備がほとんどない状態で大多数の分娩が扱われていることが最大の問題としている。
なお、患者の治療にあたった産科医の子癇の診察経験は3例ほどであり、内科医の脳出血の診察経験は、脳梗塞と合わせて約100例ほどであった。
民事裁判の中では、複数の医師による鑑定及び証言が行われた。鑑定人2名による意見、国立循環器病センターの医師2名による陳述書及び証言、紀和病院脳神経外科・救急科医師の鑑定意見書、金沢大学附属病院産婦人科医師の鑑定意見書である。
患者は午前0時ころに突然脳出血を発症したとみられる。脳出血の原因については司法解剖されなかった為、不明とされた。
奈良県立医大の小林浩・産科婦人科教授は子癇発作も脳内出血も「いずれもけいれんを起こし、普通どちらなのかは判断できない」と述べたと毎日新聞は報じた。県警が意見を求めた専門家約20人も大半が、脳内出血と子癇発作は識別が困難との意見だった。
だが患者は午前0時過ぎに意識を失う以前には妊娠高血圧症候群などの高血圧所見が認められていないこと、瞳孔異常がみられたこと、けいれん発作の持続期間は数十秒から1～2分であり長時間意識喪失が続くことはない為、子癇であるとは考えにくい。一方、1時37分に投与した子癇発作治療薬であるマグネゾールでけいれんが治まった事実もある。民事裁判では鑑定人のうち一人は産婦人科医の立場から子癇と脳出血が合併した状況と考えると意見。国立循環器病センターの医師は明確に子癇を否定した。
また、いつ頃脳ヘルニアが完成したかは不明である。仮に脳ヘルニアの完成から時間が短ければ、救命できた可能性もあるが、患者の病態は急激に進行したとみられている。午前1時37分ころの除脳硬直は既に中脳と橋が障害されていることを示し、午前1時50分ころの時点では脳出血を形成した右側脳が先にヘルニアに完成し、左脳もヘルニアに陥っている状態、午前2時ころには脳ヘルニアの通常非可逆的過程である「中脳－上部橋期」に達していたとも考えられる。
奈良県立医大から搬送先探しを依頼された、大阪府立母子保健総合医療センターの末原則幸・産科部長は「頭痛があり、子癇発作らしい」との内容の電話を受けたが、脳内出血の可能性を示す症状の説明は一切なかったと話す。「脳内出血で母親の命が危ないと分かっていれば、産科より救命救急センター、大学病院を中心に搬送依頼した。搬送先が決まるまで待つ時間があるなら、CTを撮る時間もあったのではないか」と指摘した。
また、搬送依頼から実際の搬送が開始されるまで、結果的に約3時間かかっている事実から、大淀病院でCT検査を行うことは不可能ではなく、脳の異常を発見しグレノール（脳圧下降剤）の投与等の措置をとることも可能であったといえる。一方、本件のような血腫の場合、仮に脳圧下降剤が投与されていたとしても効果があったかどうかを疑問視する意見もある。

## 民事訴訟
解剖検査は遺族の意向で実施されなかった。遺族は訴訟にたよらず病院に直接慰謝料を請求し、当初民事訴訟はしないと言っていた。しかし後ほど病院側の対応を不満とし、2007年5月23日に損害賠償を請求する民事訴訟を提訴している。
2010年3月1日、大阪地方裁判所（大島眞一裁判長）は請求を棄却する判決を下し、控訴期日の2010年3月15日に原告が控訴しなかったことで判決が確定した。
なおこの損害賠償請求について、大阪地方裁判所は、午前0時14分時点での脳出血の診断はしがたく、医師らがCT検査を行なわず経過観察としたのは相当であった。しかし心因的意識喪失であれば30分以上継続することはなく、30分が経過した時点（午前0時44分頃）で脳の異常を診断し、直ちに搬送先を探すというのが病院が取り得た最善の措置であったといえる。ただし（仮に）近場の奈良医大病院に搬送したとしても、手術開始まで最短で午前3時30分頃になったと考えられ、患者の救命には、午前2時30分までには開頭手術を開始する必要があったことを考えると、確実に救命できていたとはいえない。CT検査を実施し、脳出血であるとの診断ができた場合でも、分娩進行中の為、脳外科と産婦人科の双方の対応が可能な医療機関が必要であり、子癇の疑いとして搬送先を探した場合に比べて、より容易であったとはいえないとし、
と結論づけて原告の請求を棄却した。
大阪地裁は判決の最後で、結果的に3時間待たされ、もっと早く搬送されていれば助かったのではないかと思う遺族の心情に理解を示し、名ばかりの“救急”医療体制や過酷な勤務を強いられる1人医長の問題にふれ、勤務医の立場からだけでなく、過労状態の医師が提供する医療を受けることになる患者の立場からしても許されないことであると述べた。

## 奈良県の周産期医療システム
この事件の背景には、奈良県の救急搬送体制の整備の遅れ と高次医療機関におけるハイリスク患者受け入れ能力の逼迫が指摘されている。
2006年の時点で奈良県には新生児のための集中治療部門（周産期医療センター）はあっても母体にも対応できる「総合周産期母子医療センター」が近畿・西日本で唯一設置されておらず、緊急搬送の受け入れ先が県内で見つからずに大阪府の施設に頼る例も少なくなかった。奈良県で「総合周産期母子医療センター」がようやく稼働をはじめたのは2008年になってからである。
奈良県では1996年から「奈良県周産期医療情報システム」の運用が開始されている。24時間体制で、協力病院の空きベッド等をネットワーク上で把握し、妊婦や新生児の転院搬送をするものである。
奈良県では、ハイリスク妊婦の県外搬送率は、22.9～37.2%と他県に比べ高くなっている（2002～2006年調べ）。妊婦を含む全体での救急搬送時間に関しては西日本で最も悪く、患者収容から病院搬送までの時間も過去数年で大幅に長くなってきている。近畿2府4県では唯一30分を超え、2時間を越えたケースも一番多く、全国平均を上回る。
県医務課では「受け入れ先がなかなか見つからないケースが増えていることが原因」と話す。周産期医療ネットワークは構築されているものの、不備も表面化している。奈良県の救急搬送システム「救急医療情報システム」は最低1日2回しか更新されておらず、奈良県で妊婦の県外搬送が常態化している一因とみられ、医療関係者は早期の改善を求めている。
「県救急医療情報システム」は、消防が患者の搬送先を探すため、登録された医療機関が患者を受け入れ可能かどうか、診療科目ごとにインターネット上で確認できるシステムである。各医療機関は、午前8時と午後5時に必ず更新することになっており、状況が変われば随時更新するよう県から求められているのだが、リアルタイムに情報更新されず、実態が反映されていないという。
2007年の奈良県橿原市の女性のケースでも、その1年前に大淀病院事件があったにも関わらず、全県的な搬送システムが未整備の状態が続いたことも一因となったとみられている。搬送受け入れを断った奈良県立医大の場合、29日は午前2時の段階で2床空いていたが、午前5時半には1人定員オーバーだった。ただしシステムはこの間ずっと「受け入れ可能」の表示だったという。 一方ある県立病院では、宿直の間はシステムを「不可能」表示にしている。病院側は「仮に空きベッドがあっても通院患者以外の急患に対応できないから」と説明しており、病院によって判断に差がある実態も浮かんでいる。

## スクープとその後
毎日新聞のスクープの後、奈良県警察が業務上過失致死罪容疑で捜査を始めた。これに対して、産婦人科医師の立場からは「医療ミス」ではないとの意見が公式・非公式に出され、医師専用電子掲示板に勝手に診療録内容が書き込まれるという事態に至った。（カルテ流出参照）

### 毎日新聞の報道
この一件を、2006年10月17日、毎日新聞社奈良支局と同社大阪科学環境部取材班は「病院受け入れ拒否：意識不明、6時間“放置” 妊婦転送で奈良18病院、脳内出血死亡」 (2006.10.17 毎日新聞大阪朝刊)としてスクープし、さらに「たらい回し」というセンセーショナルな報道となって全国に知れ渡ることになった。
この報道で、毎日新聞社奈良支局は第11回新聞労連ジャーナリスト大賞特別賞、および坂田記念ジャーナリズム賞を受賞した。
この毎日新聞のスクープは、後々にいくつかの不正確な点が明らかにされた。
- 毎日新聞大阪朝刊の見出しは「6時間“放置”」として大淀病院が6時間も故意に「放ったらかしにしていた[21]」かのような印象を与えるセンセーショナルなものだった[14][21] が、搬送先が決まらず放置状態となったのはあくまで結果であり、搬送依頼をしてから搬送開始までの時間も3時間ほどである。（事件の経緯参照）。
- 毎日新聞は当初「この日当直の内科医が脳に異常が起きた疑いを指摘し、CTの必要性を主張したが、産科医は受け入れなかった。」と報じた[27] が、CT検査の「必要性を主張」したのは内科医ではなく、遺族の祖母であり、内科医はCT撮影を打診しただけであったことが、3年後の民事裁判で判明した[28]。

毎日新聞では、「異常が起こってから、国立循環器病センターに運び込まれるまでの6時間について、“放置”と報じたのは、搬送先が決まるまで何も処置されなかったという遺族の強い思いがあり、事実関係としても18病院に搬送を断られ、結果的に放置されたというのは間違いでない」と語った。一方「“たらい回し”は事実と異なり、東京本社の一部紙面でそういう見出しになったが、不適切だった」としている。
毎日新聞は後にこの報道を「母子救急搬送システムの改善に役立てるため」の報道であったとしている。医師や医療界をどうするかを考えながら、一連の報道をしてきたとし、「医療事故の一方の当事者である患者、遺族の権利を守ることも新聞の使命。医療側の意見とともに患者の意見も掲載しないと、全体像は分からないと考える」と話した。
毎日新聞はこのスクープ後の2007年、迫りくる医療崩壊をテーマに「医療クライシス」と題する連載を行い、これについては医師の立場からも「きちっと取材している」（『大阪保険医雑誌』対論）との評価が寄せられた。

### 病院・医師の反応
毎日新聞によると、スクープ前の取材では「何度足を運んでもミスや責任を認めるコメントは取れませんでした」と、町立大淀病院はミスを認めていなかったが、17日のスクープ後には一転し、原育史院長が「（死因となった脳内出血ではなく）子癇発作の疑いとした点で、判断ミスがあった」とミスを認めるに至った。
原院長は、当直の内科医らが脳の異状の恐れを訴えたのに、主治医の産科医が子癇発作との判断を変えなかった事実を認め、「CTを撮っていれば、脳内出血を診断できた。命を救えた可能性があったと思う」と話した。大淀病院の横沢一二三事務局長も、朝日新聞の取材に対し「脳内出血を子癇発作と間違ったことは担当医が認めている」と話した。
一方で、病院の責任については「非常に難しい問題」と述べ、遺族への謝罪についても「検討中」と話した。
なお、奈良県医師会の産婦人科医会は18日、この件についての臨時理事会を実施。その後の記者会見で平野貞治会長が医療ミスはなかったとの声明文を発表した。
大阪府保険医協会の誌上で毎日新聞大阪本社のデスクと対談した同協会の産婦人科部長は「医療に対して悪意を感じさせる報道姿勢」とし、この報道が端緒となって大淀病院だけでなく、大阪府でも分娩の取り扱いをやめた病院が出たことを指摘した。

### カルテ流出
診療経過など、極めて詳細な個人情報や診療録の内容などが、医師専用電子掲示板に勝手に書き込まれ、医師らの公開ブログにも転載されるという個人情報漏洩事件が起こった。
遺族側の石川寛俊弁護士が2007年4月28日、大阪市内で開かれた産科医療をめぐる市民団体のシンポジウムで明らかにし、石川弁護士は、個人情報保護条例に基づく対処を大淀町に要請した。また条例違反（秘密漏示）などでの刑事告訴を検討。遺族は「あまりに個人的な内容で驚いた。患者の情報が断りもなく第三者に伝わるなら、診察室で何も言えない」と話した。
カルテを流出させたのは、近畿在住の男性開業医で、警察が捜査を開始したところ、医師は遺族に謝罪したが、入手経路は明らかにしなかった。さらに同掲示板に「脳出血を生じた母体も助かって当然、と思っている夫に妻を妊娠させる資格はない」と投稿した神奈川県横浜市の医師は、侮辱罪で奈良区検察庁に略式命令を受けた。遺族らに対しての『産科医療を崩壊させた』という中傷も相次いだ。遺族は「中傷は被害者を苦しめるだけでなく、医療界の信頼を下げるということも強く考えてほしい」と話した。
状況を憂慮した日本医師会の生命倫理懇談会（高久史麿・日本医学会会長）は2010年2月、こうしたインターネット上の加害行為を「専門職として不適切だ」と、ドクターハラスメントを強く戒める報告書をまとめるに至った。